# Centrale thermique de Fiddlers Ferry
La centrale thermique de Fiddlers Ferry est une centrale thermique à charbon du Royaume-Uni. située à Warrington (Cheshire), au nord-ouest de l'Angleterre. La centrale est située sur la rive droite (rive nord) du fleuve Mersey entre les villes de Widnes et Warrington. Ouverte en 1971, la centrale a une capacité de 1,989 mégawatts (MW). Depuis la privatisation de la Central Electricity Generating Board en 1990, la station a été opérée par plusieurs compagnies, la dernière en date étant Scottish and Southern Energy plc gestionnaires de la station depuis 2004. 